# Metter, Georgia
Metter är administrativ huvudort i Candler County i Georgia. Orten ingick ursprungligen i Bulloch County. Enligt 2010 års folkräkning hade Metter 4 130 invånare.